# Dajan Šimac
Dajan Šimac (* 4. Januar 1982 in Bingen) ist ein deutscher Fußballspieler kroatischer Abstammung.

## Karriere

### Im Verein
Als Jugendspieler wechselte Šimac von Blau-Weiß Münster-Sarmsheim zu Hassia Bingen. Von dort ging er als 17-Jähriger zum 1. FC Kaiserslautern, wo er zunächst in der Jugend und von 2001 bis 2003 in der zweiten Mannschaft eingesetzt wurde. Zur Saison 2003/04 wechselte er in die Zweite Liga zur SpVgg Greuther Fürth. Bei den Franken kam er zu einem Zweitliga-Einsatz gegen Wacker Burghausen, ehe er in der Winterpause zum SV Wehen weiterzog. Nach seinem Wechsel erhielt er die deutsche Staatsbürgerschaft. In Wehen wurde er in der Saison 2004/05 zum Stammspieler und absolvierte bis September 2006 für Wehen 68 Regionalligaspiele. Eine Schulterverletzung führte zu einer dreimonatigen Pause, aus der Šimac noch vor der Winterpause 2006/07 ins Team zurückkehrte. Mit den Taunussteinern stieg er 2007 in die Zweite Liga auf und absolvierte in den darauf folgenden zwei Spielzeiten 56 Spiele, in denen er sechs Tore schoss. Sein Vertrag beim SV Wehen Wiesbaden lief bis 2010. Nach dem Abstieg der Wiesbadener aus der 2. Liga wechselte er bereits im Sommer 2009 zum FSV Frankfurt. Nach nur acht Einsätzen für die Zweitligamannschaft des FSV in der Saison 2009/10 lösten der Verein und Šimac den bis 30. Juni 2011 laufenden Vertrag zum Saisonende 2010 vorzeitig auf.
Šimac schloss sich daraufhin im Sommer 2010 dem ungarischen Erstligisten VSC Debrecen an.
Nach drei Spielzeiten in Ungarn, unterschrieb er in der Sommerpause der Saison 2013/14 einen Vertrag beim türkischen Zweitligisten Denizlispor. Hier wurde er jedoch nur zehnmal in der Hinrunde eingesetzt. Da in der Winterpause neue Abwehrspieler eingekauft wurden, wurde Šimac nicht mehr berücksichtigt, sodass der Vertrag von Seiten des Vereins gekündigt wurde. Anfang 2014 wechselte er zum damaligen amtierenden serbischen Pokalsieger FK Jagodina.

### Nationalmannschaft
Er absolvierte 2003 ein Spiel für die U-20-Nationalmannschaft Kroatiens.

## Privates
Vor seiner Fußballkarriere machte Šimac eine Ausbildung zum Hotelkaufmann.